# Ropalidia stigma
Ropalidia stigma är en getingart som först beskrevs av Smith 1858.  Ropalidia stigma ingår i släktet Ropalidia och familjen getingar.

## Underarter
Arten delas in i följande underarter:
- R. s. nigrolineata
- R. s. rufa